# Diskret cosinustransform
Diskret cosinustransform (förkortat DCT) är en transform som bland annat används inom bild- och ljudkomprimering och den metod som tillämpas vid kompression av exempelvis JPEG och MP3-filer. Den är nära besläktad med snabb fouriertransform och med Karhunen-Loeve-transform.